# Gesundheitssystem Deutschlands
Das deutsche Gesundheitssystem umfasst die Beziehungen im Gesundheitswesen zwischen Versicherungen, Versicherten, Leistungserbringern und anderen eingebundenen Gruppen in Deutschland.

## Aufbau
Das Gesundheitssystem in Deutschland ist teilweise staatlich, teilweise privat organisiert. Auf der staatlichen Ebene gibt es eine stark vom Föderalismus geprägte Struktur.
Zu den am Gesundheitssystem in Deutschland Beteiligten gehören
- die Empfänger von Gesundheitsleistungen (Leistungsempfänger/Patienten),
- die Leistungserbringer: Krankenhaus, Ärzte, Apotheker, Pflegepersonal, sonstige Heilberufe und die Gesundheitshandwerke.
- die Leistungsfinanzierer: Direktzahler (Selbstzahler), freiwillig Versicherte in der Privaten oder Gesetzlichen Krankenversicherung, gesetzlich Versicherte, Arbeitgeber,
- Leistungszahler: Direktzahler, die Leistungsträger (Krankenversicherungen, die Unfall-, Pflege- und Rentenversicherung, die Kassenärztlichen Vereinigungen), staatliche Beihilfestellen,
- der Staat: seine gesetzgebenden Körperschaften wie der Bund, Länder und Kommunen und seine Regulierungs- und Überwachungsstellen, wie z. B. Gesundheitsämter,
- weitere im Gesundheitswesen tätige Interessenverbände z. B. Patientenverbände und Selbsthilfeorganisationen.

Sowohl von staatlichen als auch von privaten Trägern werden Versorgungsleistungen erbracht. Außerhalb der Krankenhäuser dominieren freie Berufe, wie niedergelassene Ärzte und Apotheker, und private Unternehmen, beispielsweise die pharmazeutische und die medizintechnische Industrie. Krankenhäuser werden häufig noch in gemeinnütziger Trägerschaft geführt, zunehmend jedoch privatisiert. Der Staat beteiligt sich als Leistungserbringer zudem in Form von Gesundheitsämtern, kommunalen Krankenhäusern oder Hochschulkliniken.
Ambulanter und stationärer Sektor arbeiten nahezu isoliert voneinander. Kritiker bemängeln bereits seit der Zeit vor der Jahrtausendwende 2000, dass dies zu ineffizienter Behandlung führe. Eine Verzahnungsmöglichkeit des ambulanten und des stationären Sektors bietet die seit dem Jahr 2003 mögliche Einrichtungen von medizinischen Versorgungszentren.

## Finanzierung
Der größte Teil der deutschen Bevölkerung ist in der Gesetzlichen Krankenversicherung (GKV) versichert, deren Beiträge sich bis zur Beitragsbemessungsgrenze der Krankenversicherung hauptsächlich an der Höhe des Einkommens des Versicherten orientieren. Familienmitglieder sind unter bestimmten Bedingungen beitragsfrei mitversichert. Der Leistungsanspruch ist unabhängig von der Höhe der gezahlten Beiträge. Etwa 10,5 % der Bevölkerung sind privat krankenversichert. Hier richten sich die Prämien nach dem vereinbarten Leistungsumfang, dem allgemeinen Gesundheitszustand und dem Eintrittsalter. 2,3 % der Bevölkerung sind anderweitig abgesichert (z. B. Bundeswehrangehörige, Sozialdienstleistende, Sozialhilfeempfänger). Nur ca. 0,1 % bis 0,3 % sind ohne Krankenversicherungsschutz. Die Krankenversicherungsbeiträge wurden mit einigen Ausnahmen bis 30. Juni 2005 paritätisch von Arbeitnehmern und Arbeitgebern aufgebracht. Ab dem 1. Juli 2005 lag der Beitragssatz der Arbeitnehmer durch den sogenannten „Sonderbeitrag“ um 0,9 Prozentpunkte über dem der Arbeitgeber. Ab dem 1. Januar 2019 werden wieder alle Kosten paritätisch finanziert.
Nach den Versicherungsleistungen machen Selbstbeteiligungen oder Zuzahlungen von Patienten einen wachsenden Anteil an der Finanzierung des Gesundheitssystems aus. In einigen Bereichen werden Zuschüsse oder Kostenbeteiligungen durch den Staat oder durch gemeinnützige Organisationen erbracht. Daneben hat sich außerhalb der Versicherungsleistungen ein erheblicher Gesundheitsmarkt für „Individuelle Gesundheitsleistungen“ (IGeL), Fitness, Wellness, Anti-Aging, Schönheitsoperationen, Kosmetik, nicht erstattungsfähige Medikamente, alternative Heilverfahren und esoterische Praktiken entwickelt.

## Statistische Angaben

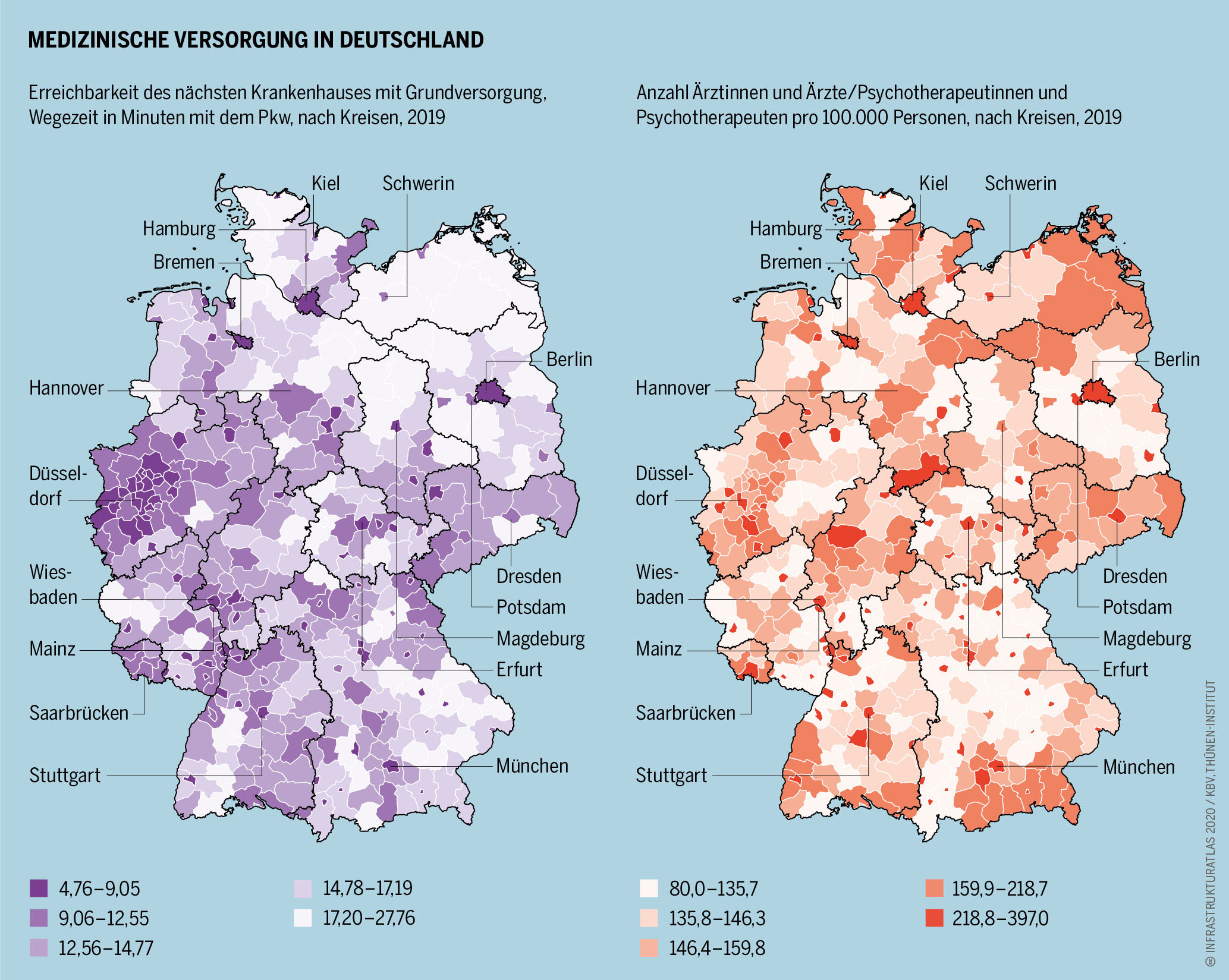
Die medizinische Versorgung in Deutschland, 2019, aufgeschlüsselt nach Landkreisen. Quelle: Infrastrukturatlas 2020

Die Gesundheitsausgaben lagen in Deutschland im Jahr 2023 bei 500,8 Milliarden Euro bzw. 6013 Euro je Einwohner. Im Vergleich der Gesundheitsausgaben in den europäischen OECD-Ländern lag Deutschland 2019 mit einem Anteil von 11,7 % des BIP nach der Schweiz mit 12,1 % und vor Frankreich mit 11,2 % an zweiter, innerhalb des Verbundes der EU an erster Stelle. Das deutsche Gesundheitssystem ist damit eines der teuersten der Welt. 78 % dieser Kosten wurden von der gesetzlichen Krankenversicherung übernommen (OECD-Europa-Durchschnitt: 41 %). Auch die Personaldichte ist in Deutschland überdurchschnittlich hoch. 2018 kamen auf 1000 Einwohner 4,33 Ärzte und 13,2 Krankenpflegekräfte, verglichen mit 3,8 Ärzten und 8,2 Krankenpflegekräften im OECD-Europa-Durchschnitt.
Ende 2023 arbeiteten 6,1 Millionen Menschen im Gesundheitswesen. Dies entspricht einem Anstieg von 5,3 Prozent seit 2019. Gegenwärtig gibt es in Deutschland rund 400 Gesundheitsämter.
Krankenhäuser (Zahlen für 2017):
- Ärztliches Personal in den Kliniken 211.898 (2020), 146.511 (2005)[13]
- Pflegepersonal: 437.648 (2017), 392.896 (2007)
- Nichtärztliches Personal in den Kliniken: 967.439 (2017), 858.151 (2007)
- Zahl der Krankenhausbetten 2017: 497.200  (in 1.942 Kliniken).
- Behandelte Fälle in Krankenhäusern: 19,4 Millionen
- Durchschnittliche Verweildauer im Krankenhaus: 7,3 Tage
- Die Zahl der Krankenhausbetten sowie die Verweildauer nehmen seit 1991 kontinuierlich ab.

Ambulant:
- Niedergelassene Haus- und Fachärzte 161.400 (2020), 134.798 (2005)[13]
- Zahl der Apotheken 18.753 (2020), 21.476 (2005)[14]
- Beschäftigte in Apotheken: 229.000 (2019)[15]

## Kosten
| Kostenart                   | Anteile |
| --------------------------- | ------- |
| Krankenhausbehandlung       | 34,0 %  |
| Arzneimittel                | 17,5 %  |
| Ärztliche Behandlung        | 15,1 %  |
| Verwaltungskosten           | 5,5 %   |
| Zahnärztliche Behandlung    | 5,2 %   |
| Krankengeld                 | 3,9 %   |
| Hilfsmittel                 | 3,1 %   |
| Heilmittel                  | 2,5 %   |
| Fahrkosten                  | 2,0 %   |
| Vorsorge und Reha-Maßnahmen | 1,6 %   |
| Häusliche Krankenpflege     | 1,4 %   |
| Sonstige Ausgaben           | 6,4 %   |

| Krankheiten des         | Ausgaben in Milliarden Euro |
| ----------------------- | --------------------------- |
| Herz-Kreislauf-Systems  | 35,5                        |
| Verdauungssystems       | rund 31                     |
| Muskel-Skelett-Systems  | ca. 25                      |
| Psychische Erkrankungen | knapp 22                    |

Zu den Kosten zählen zunächst sämtliche Ausgaben, die unmittelbar mit einer medizinischen Heilbehandlung verbunden sind. Die Gesamtausgaben betrugen im Jahr 2006 234 Milliarden Euro, das sind rund 2.700 Euro pro Person (Frauen 3.160, Männer 2.240 Euro). Für die Behandlung, Rehabilitation oder Pflege von Menschen über 65 Jahren (ca. 17 % der Bevölkerung) wurden im Jahr 2006 111 Milliarden Euro aufgewendet, 47 % aller Krankheitskosten. Pro Kopf sind das 6.910 Euro verglichen mit 1.880 Euro bei den Jüngeren.
Nach anderen Angaben summierten sich im Jahr 2006 die Krankheitskosten in Deutschland auf etwa 236 Milliarden Euro. Fast die Hälfte dieser Kosten (47 Prozent) entstanden bei Menschen ab 65 Jahren. Das zeigen die Ergebnisse der Krankheitskostenrechnung des Statistischen Bundesamts. Diese Rechnung schätzt die gesamtwirtschaftlichen Folgen von Krankheiten ab. Dazu zählen (bis auf die Investitionen im Gesundheitswesen) sämtliche Gesundheitsausgaben, die unmittelbar mit einer medizinischen Heilbehandlung, einer Präventions-, Rehabilitations- oder Pflegemaßnahme verbunden sind. Die höchsten Kosten von 24,6 Milliarden Euro waren im Alter auf Herz-Kreislauf-Erkrankungen zurückzuführen. Mit Abstand folgen Muskel-Skelett-Erkrankungen (13,1 Milliarden Euro), psychische und Verhaltensstörungen (12,7 Milliarden Euro) sowie Krankheiten des Verdauungssystems (9,8 Milliarden Euro). Durchschnittliche jährliche Krankheitskosten je Einwohner in Euro: 85 Jahre und älter: Männer 11.490 Euro, Frauen 15.330 Euro; 65 bis unter 85 Jahre: Männer 6.000 Euro, Frauen 6.170 Euro; 45 bis unter 65 Jahre: Männer 2.800 Euro, Frauen 3.050 Euro, 30 bis unter 45 Jahre: Männer 320 Euro, Frauen 910 Euro; 15 bis unter 30 Jahre: Männer 930 Euro, Frauen 1.460 Euro; unter 15 Jahre: Jungen 1.370 Euro, Mädchen 1.140 Euro; alle Altersgruppen: Männer 2.480 Euro, Frauen 3.230 Euro.
Krankheitskosten werden in eine direkte und indirekte Komponente unterteilt. Der direkte Anteil summiert den Ressourcenverbrauch, der unmittelbar mit der Behandlung der betrachteten Erkrankung verbunden ist. Zu den direkten Kosten zählen z. B. Medikamentenkosten, Arztkosten, Laborkosten, Kosten durch Krankenhausaufenthalte. Neben den direkten gesamtwirtschaftlichen Auswirkungen entstehen auch indirekte Kosten, wenn z. B. die Arbeitsfähigkeit teilweise oder vollständig reduziert wird.

## Kritik
Anfang September 2013 wurde Kritik an 59 von 134 Krankenkassen laut. Sie stehen unter Manipulationsverdacht, weil sie die Krankheiten ihrer Mitglieder falsch gemeldet haben sollen, um mehr Geld aufgrund der erhöhten Krankenquote zu erhalten. Das Bundesversicherungsamt prüfte den Verdacht.
Im Jahr 2012 mussten Deutschlands Krankenhäuser den Krankenkassen einer Auswertung des Spitzenverbandes der gesetzlichen Krankenkassen (GKV-Spitzenverband) zufolge aufgrund falscher Rechnungen 1,7 Milliarden Euro erstatten.
Eine spätere Erhebung des GKV-Spitzenverbandes ergab, dass Deutschlands Krankenhäuser im Jahr 2017 wegen fehlerhafter Rechnungen insgesamt 2,8 Milliarden Euro an die Kassen zurückzahlen mussten. Mehr als jede zweite geprüfte Rechnung (mehr als 56 Prozent) war nicht korrekt.
In der Öffentlichkeit wird das deutsche Gesundheitswesen immer wieder in Zusammenhang mit Korruption gebracht, die Milliardenschäden verursache. Dieser Eindruck wird in der Öffentlichkeit durch einzelne Berichterstattungen verstärkt. Erkenntnissen des Bundeskriminalamts zufolge gehören Amtsträger in Gesundheitsbehörden zu den am stärksten von Korruption betroffenen. So habe beispielsweise im Jahr 2004 eine Pharmafirma „im gesamten Bundesgebiet Ärzte und Klinikpersonal mit Zuwendungen bedacht“. Transparency International schätzt den jährlichen Schaden, der im deutschen Gesundheitssystem durch Betrug, Verschwendung und Korruption entsteht, auf etwa 6 % des Gesamtbudgets. Die Kassenärztliche Bundesvereinigung und der Bundesverband der Pharmazeutischen Industrie kritisieren diese Schätzung als grob fehlerhaft, da Daten aus den USA auf Deutschland übertragen würden.
Einen Korruptionsvorwurf hat der Bundesgerichtshof 2012 in Bezug auf niedergelassene Ärzte verneint, da sie freiberufliche Dienstleister und keine Amtsträger – also keine Mitarbeiter von Behörden oder ausschreibungspflichtigen Betrieben seien. Diese Strafbarkeitslücke wurde vom Gesetzgeber im Jahr 2016 durch das Gesetz zur Bekämpfung von Korruption im Gesundheitswesen weitestgehend geschlossen.
Die Digitalisierung der Gesundheitsämter läuft sehr schleppend, oft werden noch Faxgeräte eingesetzt.